# Model 2
Le Model 2 est un système de jeu vidéo destiné aux salles d'arcade, commercialisé par Sega en 1993.

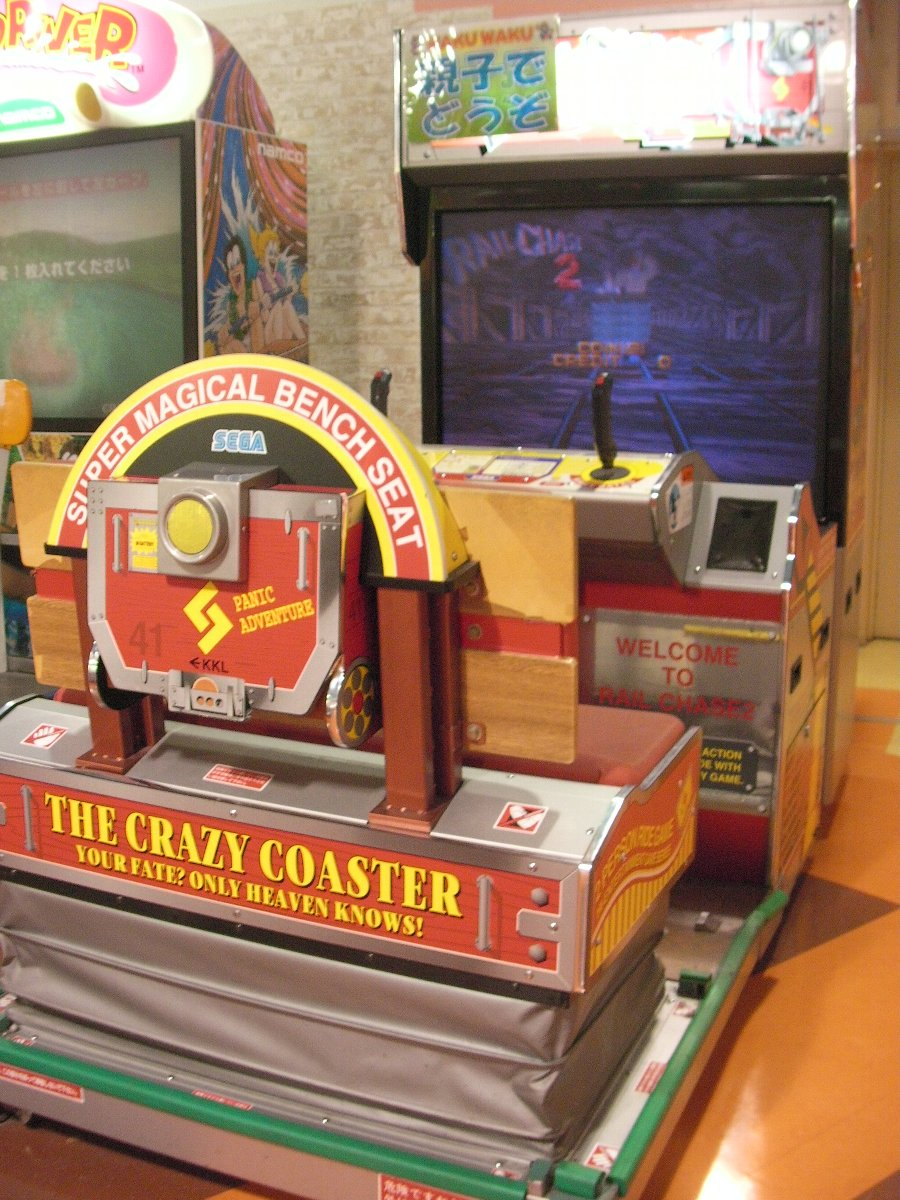
Une borne Rail Chase 2

## Description
Le Model 2 est une évolution de l'architecture du système Model 1. Contrairement à son prédécesseur, il a été développé en collaboration avec Martin Marietta.
Dès le départ, au moment de la création du Model 1, Sega avait déjà dans l'idée de créer un système capable de gérer des objets en 3D texturée, au lieu d'un simple ombrage 3D plat comme sur le Model 1. Martin Marietta développa la partie graphique pour permettre la grosse évolution du Model 2 : la capacité de gérer cette 3D texturée. Sega s'occupant du reste.
Malgré son coût de production important, le Model 2 est devenu très populaire, un succès pour Sega. Ce système accueille un des jeux vidéo de course les plus populaires du monde de l'arcade : Daytona USA et le premier opus de la célèbre série The House of the Dead.
Le système a connu quatre révisions : le Model 2, Model 2A CRX, Model 2B CRX, Model 2C CRX. Tous les systèmes intègrent un processeur central Intel i960. Le Model 2 utilise la carte son du Model 1. Les autres systèmes utilisent une carte son commune, mais différente du Model 2. Chacune des quatre versions utilise une partie graphique spécifique. Le Model 2C CRX possède deux révisions cartes son optionnelle de décodage MPEG. Les Model 2B CRX et Model 2C CRX proposent des fonctions de communication avancées qui permettent de brancher plusieurs systèmes en réseau local.

## Spécifications techniques
| Model 2 Processeur central Intel i960 -KB 32bit RISC cadencé à 25 MHz Coprocesseur graphique Fujitsu TGP MB86234 32bits FPU 16 Mflops Définition d'écran : 496 × 384 Nombre de couleur: 16-bit Capacités du coprocesseur : Floating decimal point operation function Axis rotation operation function 3D matrix operation function Fonctions graphiques : Flat shading Diffuse reflection Specular reflection 2 layers of background scrolling Alpha blending Rendu : 1,2 million de pixels par seconde Géometrie : 300 000 polygones par seconde 900 000 vecteurs par seconde Palette couleurs : 65 536 Processeur son Processeur : Motorola 68000 16bit cadencé à 10 MHz Puces audio : 2×Sega 315-5560 Custom 28 channel Multi PCM cadencé à 8 MHz Yamaha YM3834 cadencé à 8 MHz RAM audio : 540 kilooctets Capacité : Stéréo | Model 2A CRX Processeur central Intel i960-KB 32bit RISC cadencé à 25 MHz Coprocesseur graphique 5×Fujitsu TGP 32bit 16 Mflop Capacités du coprocesseur : Floating point Stem Rotate 3D matrix Définition d'écran : 496 × 384 Palette couleurs : 65 536 Géometrie : 300 000 polygones par seconde 900 000 vecteurs par seconde Palette couleurs : 65536 Rendu : 1,2 million de pixels par seconde 3D matrix operation function Fonctions graphiques : Flat shading Perspective Texture Micro Texture Multi Window Diffuse reflection Mode Specular reflection Mode Processeur son Motorola 68000 cadencé à 11,2896 MHz Puce audio : SCSP Yamaha YMF292-F (315-5687) LAKE cadencé à 11,3 MHz RAM audio : 4 Mbit ROM : 68 Mbit (max.) Taux d'échantillonnage : 44,1 kHz 32 canaux 16 bits 2 canaux de sortie Note : La communication avec le processeur se fait en MIDI |
| Model 2B CRX Processeur central Intel i960-KB 32bit RISC cadencé à 25 MHz Coprocesseur graphique 2× Analog Devices SHARC FPU 32bit 16 Mflops Capacités du coprocesseur : Floating decimal point Axis rotation 3D matrix RAM : 8 MBit + 1 Mbit ROM : 720 Mbit maximum Définition d'écran : 496 × 384 24 Hz Horizontal sync wave non interlace Scroll Surfaces : 2 Surfaces Horizontal line scroll 16 colours × 123 colour palettes / 32 768 colours Window Surfaces : 2 Surfaces Horizontal line scroll 16 colours × 123 colour palettes / 32 768 colours 3D Graphics Engine : Built in floating decimal point unit. Rendu : 900 000 vecteurs par seconde (max.) 300 000 polygones par seconde (max.) Polygon Surfaces : 2 000 000 pixels par frame (60 frames par seconde) Palette couleurs : 1 024 × 64 luminance tables 16 777 216 colours. Texturing Information : Perspective Texture 16 shade mono texture Map size : 1024 × 2048 × 2 (sheets) Micro Texture : 128 × 128 × 8 Sheets Translator Map : 128 shades × 256 sets Transparent 1 shade checker board texture antialiasing Processeur son Motorola 68000 cadencé à 11,2896 MHz Puce audio : SCSP Yamaha YMF292 -F (315-5687) LAKE cadencé à 11,3 MHz RAM audio : 4 Mbit ROM : 68 M-bits (max.) Taux d'échantillonnage : 44,1 kHz 32 canaux 16 bits 2 canaux de sortie Note : La communication avec le processeur se fait en MIDI | Model 2C CRX Processeur central Intel i960-KB 32bit RISC cadencé à 25MHz Coprocesseur graphique 4×Fujitsu TGP MB86235 FPU 32bit 16M flops Capacités du coprocesseur : Floating decimal point Axis rotation 3D matrix RAM : 8 MBit + 1 Mbit ROM : 720 Mbit maximum Définition d'écran : 496 × 384 24 Hz Horizontal sync wave non interlace Scroll Surfaces : 2 Surfaces Horizontal line scroll 16 colours × 123 colour palettes / 32 768 colours Window Surfaces : 2 Surfaces Horizontal line scroll 16 colours × 123 colour palettes / 32,768 colours 3D Graphics Engine : Built in floating decimal point unit. Rendu : 900,000 vecteurs par seconde (max.) 300,000 polygones par seconde (max.) Polygon Surfaces : 2 000 000 pixels par frame (60 frames par seconde) Palette couleurs : 1 024 × 64 luminance tables 16 777 216 colours. Texturing Information : Perspective Texture 16 shade mono texture Map size : 1024 × 2048 × 2 (sheets) Micro Texture : 128 × 128 × 8 Sheets Translator Map : 128 shades × 256 sets Transparent 1 shade checker board texture antialiasing Processeur son Motorola 68000 cadencé à 11,2896 MHz Puce audio : SCSP Yamaha YMF292 -F (315-5687) LAKE cadencé à 11,3 MHz RAM audio : 4 Mbit ROM : 68 M-bits (max.) Taux d'échantillonnage : 44,1 kHz 32 canaux 16 bits 2 canaux de sortie Note : La communication avec le processeur se fait en MIDI Carte son mpeg optionnelle DSB1 Processeur son : Zilog Z80 Puce audio : NEC uD65654GF102 ou DSB2 Processeur : Motorola 68000 Puce audio : NEC uD65654GF102 |

## Liste des jeux
| Titre                                   | Développeur   | Editeur | Système                                    | Genre          | Date |
| --------------------------------------- | ------------- | ------- | ------------------------------------------ | -------------- | ---- |
| Air Walkers                             | Data East     | Sega    | Model 2A CRX                               |                | 1996 |
| Behind Enemy Lines                      | Sega / Real3D | Sega    | Model 2C CRX                               |                | 1998 |
| Daytona USA                             | Sega          | Sega    | Model 2                                    | Course         | 1993 |
| Daytona USA: GTX 2004 Edition           | Bootleg       | Sega    | Model 2                                    | Course         | 2003 |
| Daytona USA: To The Maxx                | Kyle Hodgetts | Sega    | Model 2                                    | Course         | 2001 |
| Daytona USA: Turbo                      | Kyle Hodgetts | Sega    | Model 2                                    | Course         | 1994 |
| Dead or Alive                           | Tecmo         | Sega    | Model 2A CRX / Model 2B CRX                | Baston         | 1996 |
| Desert Tank                             | Sega / Real3D | Sega    | Model 2                                    |                | 1994 |
| Dynamite Baseball                       | Sega          | Sega    | Model 2B CRX                               |                | 1996 |
| Dynamite Baseball 97                    | Sega          | Sega    | Model 2B CRX                               |                | 1997 |
| Dynamite Cop / Dynamite Dekka 2         | Sega          | Sega    | Model 2A CRX / Model 2B CRX / Model 2C CRX | Beat Them Up   | 1997 |
| Fighting Vipers                         | Sega          | Sega    | Model 2B CRX                               | Baston         | 1995 |
| Gunblade NY: Special Air Assault Force  | Sega          | Sega    | Model 2B CRX                               | Gun            | 1995 |
| Indy 500                                | Sega          | Sega    | Model 2B CRX                               | Course         | 1995 |
| Last Bronx / Tokyo Bangaichi            | Sega          | Sega    | Model 2B CRX                               | Baston         | 1996 |
| Manx TT Superbike                       | Sega          | Sega    | Model 2A CRX                               | Course         | 1995 |
| Motor Raid                              | Sega          | Sega    | Model 2A CRX                               | Course         | 1997 |
| Over Rev                                | Jaleco        | Sega    | Model 2C CRX                               | Course         | 1997 |
| Pilot Kids                              | Psikyo        | Sega    | Model 2A CRX / Model 2B CRX                | Shoot          | 1998 |
| Power Sled                              | Sega          | Sega    | Model 2C CRX                               | Course Bobsleg | 1996 |
| Rail Chase 2                            | Sega          | Sega    | Model 2B CRX                               | Course         | 1994 |
| Sega Rally Championship                 | Sega          | Sega    | Model 2A CRX                               | Course         | 1995 |
| Sega Rally Pro Drivin'                  | Kyle Hodgetts | Sega    | Model 2A CRX                               | Course         | 1995 |
| Sega Ski Super G                        | Sega          | Sega    | Model 2C CRX                               |                | 1996 |
| Sega Touring Car Championship           | Sega          | Sega    | Model 2C CRX                               | Course         | 1996 |
| Sega Water Ski                          | Sega          | Sega    | Model 2C CRX                               |                | 1997 |
| Sky Target                              | Sega          | Sega    | Model 2A CRX                               |                | 1995 |
| Sonic The Fighters / Sonic Championship | Sega          | Sega    | Model 2B CRX                               | Baston         | 1996 |
| Super GT 24H                            | Jaleco        | Sega    | Model 2B CRX                               | Course         | 1996 |
| The House of the Dead                   | Sega          | Sega    | Model 2C CRX                               | Gun            | 1997 |
| Top Skater                              | Sega          | Sega    | Model 2C CRX                               |                | 1997 |
| Virtua Cop                              | Sega          | Sega    | Model 2                                    | Gun            | 1994 |
| Virtua Cop 2                            | Sega          | Sega    | Model 2A CRX                               | Gun            | 1995 |
| Virtua Fighter 2                        | Sega          | Sega    | Model 2A CRX                               | Baston         | 1994 |
| Virtua Fighter 2.1                      | Sega          | Sega    | Model 2A CRX                               | Baston         | 1995 |
| Virtua Striker                          | Sega          | Sega    | Model 2B CRX                               | Foot           | 1994 |
| Virtual On: Cyber Troopers              | Sega          | Sega    | Model 2B CRX                               | Baston         | 1996 |
| Wave Runner                             | Sega          | Sega    | Model 2C CRX                               | Course Jet Ski | 1996 |
| Zero Gunner                             | Psikyo        | Sega    | Model 2A CRX / Model 2B CRX                | Shoot Them Up  | 1997 |